# Provincia di Pursat
La provincia di Pursat è una provincia della Cambogia con capoluogo omonimo la città di Pursat. Ubicata nella parte occidentale del paese, la provincia confina a Nord con la provincia di Battambang, il lago Tonle Sap e la provincia di Siem Reap, ad Est con la provincia di Kampong Chhnang e Kampong Thom, a Sud con la provincia di Kampong Speu e di Koh Kong e ad Ovest confina con la Thailandia.
Fisicamente, il suo territorio si estende tra il Tonle Sap a Nord e il limite settentrionale dei Monti dei Cardamomi; il fiume Pursat divide in due la regione nascendo ad Ovest sui Cardamomi e sfociando nel Tonle Sap ad Est.
Si può accedere alla provincia attraverso la Strada Nazionale N.5 oppure per vie fluviali, ferroviarie e numerose strade minori; il capoluogo, Pursat, è lontano via terra dalla capitale Phnom Penh 174 km in direzione Nord-Ovest e 106 km da Battambang in direzione Sud-Est.
L'importanza della viabilità sull'acqua è simboleggiata dalla cittadina di Kompong Luong, composta interamente da edifici galleggianti, costruiti su barche e zattere.
La provincia è anche una delle nove che fa parte della Riserva della biosfera del Tonle Sap.

## Geografia antropica

### Suddivisioni amministrative
La provincia di Pursat è divisa in 6 distretti:
- 1501 Bakan - បាកាន
- 1502 Kandieng - កណ្ដៀង
- 1503 Krakor - ក្រគរ
- 1504 Phnum Kravanh - ភ្នុំក្រវាញ
- 1505 Sampov Meas - សំពៅមាស
- 1506 Veal Veaeng - វាលវែង